# Allium bilgeae
Allium bilgeae — вид трав'янистих рослин родини амарилісові (Amaryllidaceae), ендемік Туреччини.

## Поширення
Ендемік Туреччини.